# Граф Габриэля

Граф Габриэля 100 случайных точек

Точки и являются габриэлевыми соседями, так как лежит вне окружности с диаметром, представленным ребром.

Наличие точки внутри окружности мешает точкам и быть габриэлевыми соседями.

Граф Габриэля множества {\displaystyle S} точек двумерного пространства выражает понятие близости этих точек. Формально, это граф {\displaystyle G} с вершинами {\displaystyle S}, в котором любые точки {\displaystyle p\in S} и {\displaystyle q\in S} смежны, когда они различны, то есть {\displaystyle p\neq q}, и замкнутый круг с отрезком {\displaystyle {\overline {pq}}} в качестве диаметра не содержит других элементов множества {\displaystyle S}.
Графы Габриэля естественным образом обобщаются на более высокие размерности, где пустые диски заменяются пустыми замкнутыми шарами.
Названы в честь Рубена Габриэля, который ввёл их в совместной статье с Робертом Сокалом в 1969.

## Протекание
Существование конечного порога перколяции узлов для графов Габриэля доказали Бертен, Биллиот и Друилхет, а более точные значения как для порога узлов, так и порога рёбер (связей) дал Норренброк.

## Связанные геометрические графы
- Граф Габриэля является подграфом триангуляции Делоне. Он может быть найден за линейное время, если триангуляция Делоне задана[3].

- Граф Габриэля содержит в качестве подграфов евклидово минимальное остовное дерево, граф относительных окрестностей и граф ближайших соседей.

- Граф является частным случаем бета-скелета Подобно бета-скелетам и, в отличие от триангуляции Делоне, данный граф не является геометрическим стягивающим деревом[англ.] — для некоторых множеств точек расстояния в графе Габриэля могут быть много больше евклидовых расстояний между точками[4].